# Episodi de Il Trono di Spade (sesta stagione)
La sesta stagione della serie televisiva Il Trono di Spade (Game of Thrones), composta da dieci episodi, è stata trasmessa sul canale statunitense HBO dal 24 aprile al 26 giugno 2016.
In Italia, la stagione è andata in onda in prima visione in lingua italiana sul canale satellitare Sky Atlantic dal 2 maggio al 4 luglio 2016. È stata trasmessa in lingua originale sottotitolata in italiano dal 25 aprile al 27 giugno 2016, in simulcast con HBO. È stata trasmessa in chiaro dal 30 ottobre al 27 novembre 2017 su Rai 4.
Cast
Durante questa stagione entra nel cast principale Jonathan Pryce, mentre ne escono Natalie Dormer, Iwan Rheon, Michiel Huisman, Dean-Charles Chapman, Tom Wlaschiha, Michael McElhatton e lo stesso Pryce.
Joe Dempsie non è accreditato e non appare.
| nº | Titolo originale       | Titolo italiano           | Prima TV USA   | Prima TV Italia |
| -- | ---------------------- | ------------------------- | -------------- | --------------- |
| 1  | The Red Woman          | La Donna Rossa            | 24 aprile 2016 | 2 maggio 2016   |
| 2  | Home                   | Uomini di Ferro           | 1º maggio 2016 | 9 maggio 2016   |
| 3  | Oathbreaker            | Giuramento infranto       | 8 maggio 2016  | 16 maggio 2016  |
| 4  | Book of the Stranger   | Il Libro dello Straniero  | 15 maggio 2016 | 23 maggio 2016  |
| 5  | The Door               | Il tempo è giunto         | 22 maggio 2016 | 30 maggio 2016  |
| 6  | Blood of My Blood      | Sangue del mio sangue     | 29 maggio 2016 | 6 giugno 2016   |
| 7  | The Broken Man         | Alleanze                  | 5 giugno 2016  | 13 giugno 2016  |
| 8  | No One                 | Nessuno                   | 12 giugno 2016 | 20 giugno 2016  |
| 9  | Battle of the Bastards | La battaglia dei bastardi | 19 giugno 2016 | 27 giugno 2016  |
| 10 | The Winds of Winter    | I venti dell'inverno      | 26 giugno 2016 | 4 luglio 2016   |

## La Donna Rossa
- Titolo originale: The Red Woman
- Diretto da: Jeremy Podeswa
- Scritto da: David Benioff e D.B. Weiss

### Trama
Al Castello Nero, ser Davos, Edd e gli altri Guardiani della notte ancora fedeli a Jon Snow vegliano sul suo cadavere insieme a Spettro. Successivamente, ser Davos viene raggiunto da Melisandre, la quale gli dice di aver visto nelle fiamme del Signore della Luce Jon trionfante a Grande Inverno. Melisandre, alla fine, lascia la stanza visibilmente afflitta. Alliser Thorne prende il controllo del castello, confessando di essere implicato nell'assassinio del Lord Comandante ma giustificandosi. Edd fugge dal castello in cerca di aiuto, mentre Thorne dà un ultimatum entro sera a ser Davos e agli altri Guardiani fedeli a Jon Snow, asserragliati dentro una stanza. Nella sua stanza personale, intanto, Melisandre si spoglia per coricarsi e si toglie così sia l'abito sia la sua preziosa collana con il rubino, ammirando in uno specchio le sue vere sembianze: una donna vecchia di centinaia di anni.
A Grande Inverno, informato della morte di Myranda, Ramsay Bolton giura di vendicarla e si confronta con suo padre Roose, che lo rimprovera per essersi fatto sfuggire Sansa Stark. La ragazza, in fuga con Theon Greyjoy, viene salvata da Brienne e Podrick, che uccidono alcuni soldati dei Bolton. Brienne giura nuovamente fedeltà a Sansa, che questa volta accetta di rimanere sotto la sua protezione.
A Approdo del Re, nell'apprendere della morte di Myrcella da Jaime, appena tornato da Dorne, Cersei è sempre più convinta della veridicità della profezia di Maggy, la quale predisse la morte di tutti e tre i suoi figli. Jaime allora le promette vendetta e il suo pieno appoggio. Nel frattempo, Margaery Tyrell, rinchiusa nelle segrete del Tempio di Baelor, chiede di poter vedere suo fratello Loras. L'Alto Passero le ricorda che il sentiero verso la redenzione è ancora lungo ma che è sulla buona strada. Sulla nave dorniana ancorata nella Baia delle Acque Nere, Obara e Nymeria Sand raggiungono e uccidono il principe Trystane Martell.
A Dorne, Ellaria e sua figlia Tyene uccidono l'impopolare principe Doran e il suo Capo delle Guardie, Areo Hotah, di fronte all'indifferenza delle altre guardie del corpo.
A Meereen, Tyrion e Varys passeggiano per le strade della città cercando di ambientarsi e di conoscere meglio il popolo meereenense. Una serie di grida attira la loro attenzione: i due salgono sulle mura della città e assistono al rogo della flotta di Daenerys ancorata nella baia.
Nel Mare Dothraki, Jorah e Daario trovano l'anello che Daenerys aveva lasciato cadere al momento della sua cattura. Prigioniera di un khalasar, la Madre dei Draghi viene scortata da Khal Moro, ex luogotenente di Drogo, il quale sentenzia che la donna debba essere portata a Vaes Dothrak, per vivere fino alla morte assieme alle altre vedove Khaleesi.
A Braavos, Arya Stark non riesce ad adattarsi alla cecità e subisce le angherie dell'Orfana.
- Durata: 50 minuti[3]
- Guest star: Owen Teale (Ser Alliser Thorne), Ben Crompton (Eddison Tollett), Alexander Siddig (Principe Doran Martell), DeObia Oparei (Areo Hotah), Faye Marsay (L'Orfana), Daniel Portman (Podrick Payne), Keisha Castle-Hughes (Obara Sand), Rosabell Laurenti Sellers (Tyene Sand), Jessica Henwick (Nymeria Sand), Hannah Waddingham (Septa Unella), Toby Sebastian (Principe Trystane Martell), Brenock O'Connor (Olly), Hafþór Júlíus Björnsson (Ser Gregor Clegane), Charlotte Hope (Myranda), Joe Naufahu (Khal Moro), Chuku Modu (Aggo), Staz Nair (Qhono), Rubi Ali (Moglie di Khal Moro 1), Fola Evans-Akingbola (Moglie di Khal Moro 2), Gerald Lepkowski (Zanrush), Richard Rycroft (Maestro Wolkan), Diogo Sales (Cavaliere di Sangue Dothraki 1), Junade Khan (Cavaliere di Sangue Dothraki 2), Sara Dylan (Bernadette), Brian Fortune (Othell Yarwyck), Michael Condron (Bowen Marsh), Steve Cash (Guardiano della notte fedele a Jon Snow 1), Robert Fawsitt (Guardiano della notte fedele a Jon Snow 2), Michael Hayes (Guardiano della notte 1), Tony Flynn (Guardiano della notte 2), Andrew Bryan (Ufficiale dei Bolton), Tristan Heanue (Soldato dei Bolton), Sabina Arthur (Mendicante di Meereen), Colin Azzopardi (Maestro Caleotte).
- Tracce della colonna sonora presenti: I Will Keep You Safe, Forgive Me (5ª st.), Son of the Harpy, Feed the Hounds, The Red Woman, Unbowed, Unbent, Unbroken.
- Ascolti USA: telespettatori 7 944 000[4]
- Ascolti Italia (pay): telespettatori 236 000[5]

## Uomini di Ferro
- Titolo originale: Home
- Diretto da: Jeremy Podeswa
- Scritto da: Dave Hill

### Trama
Oltre la Barriera, nella grotta del Corvo a tre occhi, Bran Stark ha una visione del passato: i giovani fratelli Stark, ovvero Eddard, Benjen e Lyanna, che giocano nel cortile di Grande Inverno, mentre lo stalliere Wyllis, Hodor da ragazzo, viene richiamato dalla Vecchia Nan, la sua bisnonna. Ritornato nel presente, Bran raggiunge Meera Reed, seduta all'entrata della caverna del Corvo a tre occhi. Dopo una breve discussione, Meera resta sola con Foglia, la quale le ricorda che Bran ha bisogno di lei e che presto ci sarà una guerra.
A Approdo del Re, re Tommen impedisce a Cersei di assistere al funerale di Myrcella, temendo possibili ritorsioni del Credo Militante. Dinanzi al corpo della sorella, Tommen confessa a Jaime di essere stato un debole e quest'ultimo gli consiglia di parlare con sua madre. Rimasto solo e raggiunto dall'Alto Passero, lo Sterminatore di Re ha un piccolo dibattito con lui, ma rinuncia a ucciderlo perché circondato dal Credo Militante.
A Grande Inverno, Roose e Ramsay vengono informati dal nuovo lord Karstark della morte dei soldati Bolton in cerca di Sansa e Theon. Il Maestro Wolkan porta a Roose la notizia che sua moglie Walda ha partorito un maschio, così Ramsay finge di congratularsi col padre, lo abbraccia e lo pugnala a tradimento, poi fa uccidere Walda e il neonato dai suoi cani. Nella foresta, Brienne informa Sansa che Arya è ancora viva. Decisa come destinazione il Castello Nero, Theon si congeda da loro e decide di tornare a Pyke dalla sua famiglia.
A Pyke, re Balon Greyjoy e la principessa Yara vengono informati della perdita di Deepwood Motte, la loro ultima piazzaforte rimasta nel Nord. I due hanno una discussione e il re lascia la stanza. Sul ponte sospeso che collega le torri di Pyke, Balon assiste al ritorno di suo fratello minore Euron: i due si scontrano, ma Euron prevale e lo getta nel vuoto. Al funerale del padre, Yara viene informata dall'altro suo zio, il sacerdote Aeron, che la sua salita al potere non sarà automatica e che dovrà guadagnarsi il Trono di Sale delle Isole di Ferro durante l'Acclamazione del Re.
A Braavos, Arya viene nuovamente percossa e messa alla prova dall'Orfana. Successivamente, Jaqen H'ghar chiede a Arya se sia finalmente diventata "nessuno", così la ragazza risponde alle domande di Jaqen in modo corretto e quest'ultimo le chiede di seguirlo.
A Meereen, Tyrion decide di liberare i draghi Rhaegal e Viserion dai loro collari d'acciaio e si reca dunque nelle catacombe con Varys. Il Folletto riesce nel suo intento parlando spontaneamente con le creature.
Al Castello Nero, gli uomini di ser Alliser sono pronti a fare irruzione nella stanza dove sono rifugiati ser Davos e gli altri Guardiani della notte fedeli a Jon Snow, ma giungono al castello Tormund e Edd, i quali fermano Thorne e gli altri Guardiani della notte con l'aiuto di un gruppo di bruti. I Guardiani della notte traditori si arrendono, mentre gli ufficiali e Olly vengono arrestati. Ser Davos convince Melisandre a compiere il rituale magico della resurrezione sul corpo di Jon Snow, il quale torna improvvisamente in vita solo dopo che tutti hanno lasciato la stanza.
- Durata: 54 minuti[6]
- Guest star: Max von Sydow (Corvo con tre occhi), Patrick Malahide (Re Balon Greyjoy), Owen Teale (Ser Alliser Thorne), Ben Crompton (Eddison Tollett), Pilou Asbæk (Euron Greyjoy), Michael Feast (Aeron Greyjoy), Jacob Anderson (Verme Grigio), Gemma Whelan (Principessa Yara Greyjoy), Kristian Nairn (Hodor), Faye Marsay (L'Orfana), Ellie Kendrick (Meera Reed), Daniel Portman (Podrick Payne), Ian Whyte (Wun Weg Wun Dar Wun), Kae Alexander (Foglia), Hafþór Júlíus Björnsson (Ser Gregor Clegane), Elizabeth Webster (Lady Walda Bolton), Dylan Edwards (Borioso di Approdo del Re), Richard Rycroft (Maestro Wolkan), Paul Rattray (Lord Harald Karstark), Brenock O'Connor (Olly), Nell Tiger Free (Principessa Myrcella Baratheon), Annette Tierney (Vecchia Nan da giovane), Sam Coleman (Wyllis/Hodor da ragazzo), Fergus Leathem (Rodrik Cassel da giovane), Richard Laing (Capitano dei Lannister), Sebastian Croft (Eddard Stark da bambino), Cordelia Hill (Lady Lyanna Stark da bambina), Matteo Elezi (Benjen Stark da bambino), Michael Hayes (Guardiano della notte 1), Brian Fortune (Othell Yarwyck), Michael Condron (Bowen Marsh), Tony Flynn (Guardiano della notte 2), Robert Fawsitt (Guardiano della notte fedele a Jon Snow 2), Steve Cash (Guardiano della notte fedele a Jon Snow 1).
- Tracce della colonna sonora presenti: Thenns, Lord of Light.
- Ascolti USA: telespettatori 7 286 000[7]
- Ascolti Italia (pay): telespettatori 277 000[8]

## Giuramento infranto
- Titolo originale: Oathbreaker
- Diretto da: Daniel Sackheim
- Scritto da: David Benioff e D.B. Weiss

### Trama
Durante la Ribellione di Robert, Bran Stark assiste in una visione all'arrivo di suo padre Eddard e altri cinque alleati, tra cui Howland Reed, il padre di Meera e Jojen, alla Torre della Gioia di Dorne, un luogo isolato e sperduto, dove incontrano due membri della ex Guardia Reale Targaryen: ser Arthur Dayne, detto "Spada dell'alba", e ser Gerold Hightower, che spiegano di essere a protezione del luogo su ordine diretto del principe ereditario Rhaegar Targaryen. Tra gli otto scoppia un combattimento in cui il solo Arthur Dayne soverchia tutti gli uomini del Nord tranne Ned e Howland Reed. Arthur si trova a duellare con Eddard, che riesce a sovrastare grazie alle sue incredibili abilità. Proprio mentre sta per sferrare il colpo finale, però, viene pugnalato alle spalle da Howland Reed, diversamente da come viene narrato nelle storie comuni. Lord Stark, alla fine, entra nella Torre attirato dalle urla di una donna e Bran fa per seguirlo, ma il Corvo a tre occhi interrompe la visione.
Samwell Tarly è in viaggio con Gilly e il piccolo Sam. L'uomo confessa alla ragazza che nella Cittadella di Vecchia Città non sono ammesse le donne e le comunica che li sta portando alla sua dimora di famiglia, Collina del Corno.
A Braavos, Arya è tornata alla Casa del Bianco e del Nero e continua a esercitarsi per diventare “nessuno”; alla fine sembra riuscire nel suo intento e Jaqen le restituisce la vista.
Daenerys raggiunge Vaes Dothrak assieme al khalasar. Qui, Khal Moro la conduce dal Dosh Khaleen, la congrega di Vedove Khaleesi, dove l'anziana del gruppo le comunica che le sarà concesso di restare con loro a vita, in alternativa alla schiavitù e alla prostituzione.
A Meereen, Varys scopre che i finanziatori dei Figli dell'Arpia sono i Buoni Padroni di Astapor e i Saggi Padroni di Yunkai, con l'appoggio dei Padroni di Volantis, e lo comunica a Tyrion, Missandei e Verme Grigio.
A Approdo del Re, Cersei visita Qyburn, ora al comando delle spie di Varys, e gli ordina di far loro ricevere ogni informazione possibile. Più tardi, durante una seduta del Concilio Ristretto, Kevan Lannister, Pycelle, Olenna e Mace Tyrell si rifiutano di partecipare alla riunione insieme a Cersei e Jamie. Re Tommen visita l'Alto Septon e ha un duro confronto con lui.
A Grande Inverno, Ramsay accetta la sottomissione del nuovo lord Umber, irritato dal fatto che Jon Snow abbia fatto entrare i bruti al di qua della Barriera; l'uomo, per dimostrargli fedeltà, gli ha portato dei doni: Osha, Rickon Stark e la testa del suo meta-lupo.
Al Castello Nero, ser Davos e Melisandre scoprono della resurrezione di Jon Snow. La Donna Rossa si convince del fatto che il ragazzo è il principe promesso della profezia del Signore della Luce, dietro lo scetticismo di Davos. Più tardi, dopo aver incontrato Tormund, i bruti e i suoi confratelli, Jon condanna a morte per impiccagione i suoi assassini e, alla fine, rassegna le dimissioni da Lord Comandante consegnando il ruolo a Edd.
- Durata: 52 minuti[9]
- Guest star: Max von Sydow (Corvo con tre occhi), Diana Rigg (Lady Olenna Tyrell), Owen Teale (Ser Alliser Thorne), Anton Lesser (Qyburn), Julian Glover (Gran Maestro Pycelle), Jacob Anderson (Verme Grigio), Natalia Tena (Osha), Ben Crompton (Eddison Tollett), Faye Marsay (L'Orfana), Roger Ashton-Griffiths (Lord Mace Tyrell), Ian Gelder (Ser Kevan Lannister), Hafþór Júlíus Björnsson (Ser Gregor Clegane), Brenock O'Connor (Olly), Kae Alexander (Foglia), Dean Jagger (Lord Smalljon Umber), Paul Rattray (Lord Harald Karstark), Art Parkinson (Principe Rickon Stark), Meena Rayann (Vala), Joe Naufahu (Khal Moro), Souad Faress (Alta Sacerdotessa del Dosh Khaleen), Staz Nair (Qhono), Hannah John-Kamen (Ornela), Angelique Fernandez (Vedova Dothraki 1), Robert Aramayo (Eddard Stark da giovane), Luke Roberts (Ser Arthur Dayne), Eddie Eyre (Ser Gerold Hightower), Brian Fortune (Othell Yarwyck), Michael Condron (Bowen Marsh), Wuese Houston-Jibo (Vedova Dothraki 2), Diogo Sales (Cavaliere di Sangue Dothraki 1), Junade Khan (Cavaliere di Sangue Dothraki 2), Annette Hannah (Frances), Nathanael Saleh (Arthur), Michael Nevin (Uccelletto 1), Jesse Magee (Uccelletto 2), Iona Clarke (Uccelletto 3), Lucy Gallagher (Uccelletto 4), Fionn Kernan (Uccelletto 5).
- Altri interpreti: Leo Woodruff (Howland Reed)[10].
- Tracce della colonna sonora presenti: My Watch Has Ended.
- Ascolti USA: telespettatori 7 281 000[11]
- Ascolti Italia (pay): telespettatori 264 000[12]

## Il Libro dello Straniero
- Titolo originale: Book of the Stranger
- Diretto da: Daniel Sackheim
- Scritto da: David Benioff e D.B. Weiss

### Trama
A Approdo del Re, la regina Margaery viene portata al cospetto dell'Alto Passero, il quale le racconta di come abbia imparato a riconoscere i peccati umani solo dopo averne commessi molti, così le viene concesso di incontrare il fratello Loras. Nella Fortezza Rossa, Cersei e Jaime si uniscono al Concilio Ristretto e convincono i membri di quest'ultimo a usare l'Esercito Reale contro i Passeri, per evitare ai giovani Tyrell la stessa penitenza subita dalla regina madre.
Nella Valle di Arryn, Petyr Baelish si ricongiunge a Robin Arryn e accusa lord Royce di aver rivelato ai Bolton alcune informazioni su di lui e Sansa. Tuttavia, lord Royce ha salva la vita dopo aver promesso a Baelish di aiutarlo in un'imminente guerra futura.
A Pyke, Theon Greyjoy raggiunge sua sorella Yara, la quale gli fa notare il disprezzo che prova per lui e la sua codardia. Il ragazzo è mortificato per averla delusa e per essere tornato poco prima dell'imminente Acclamazione del Re. Theon, però, afferma di non desiderare il Trono di Sale e di essere tornato solo per aiutarla a diventare regina delle Isole di Ferro.
A Grande Inverno, Ramsay riceve Osha, la quale tenta di sedurlo per cercare di ucciderlo. Tuttavia, Ramsay le rivela che Theon Greyjoy gli ha confessato la verità, infatti fu lei a far fuggire Rickon e Bran Stark distraendo Theon, poi la anticipa pugnalandola alla gola.
Al Castello Nero, Edd ha un duro confronto con Jon in cui lo rimprovera per volerli abbandonare pur consapevole del pericolo che rappresentano gli Estranei, ma Jon risponde che non sta infrangendo il suo giuramento poiché il suo dovere è finito con la sua morte e che non potrebbe comunque restare al comando quando molti confratelli hanno appoggiato la decisione di ucciderlo. A interromperli è l'arrivo di Sansa Stark, Podrick e Brienne, i quali vengono accolti da Jon, che abbraccia con calore la sorellastra. Sansa chiede perdono a Jon per non averlo mai trattato con affetto e afferma di voler riconquistare Grande Inverno, ma Jon si dimostra riluttante. Più tardi, Brienne confessa a Melisandre e ser Davos di aver giustiziato Stannis dopo averlo sentito ammettere la sua responsabilità nell'omicidio del fratello minore Renly. Successivamente, un messaggero dei Bolton raggiunge il Castello Nero, portando una lettera carica di minacce da parte di Ramsay, cosa che spinge Jon ad appoggiare Sansa a scendere in guerra contro la Casa Bolton, nonostante i bruti in grado di combattere siano in numero molto inferiore rispetto ai soldati dei Bolton.
A Meereen, Tyrion incontra i rappresentanti degli schiavisti di Astapor, Yunkai e Volantis, e propone loro di abolire la schiavitù gradualmente, in un periodo di sette anni. Missandei e Verme Grigio, però, sono contrari.
A Vaes Dothrak, Jorah Mormont e Daario Naharis sono pronti per salvare Daenerys e, calata la notte, i due si infiltrano tra i vicoli della città trovando la Madre dei Draghi, che però chiede loro di darle tempo per attuare il suo piano: ella entra come prigioniera nel tempio sacro alla presenza di tutti i Khal, autodichiarandosi Khaleesi e unica persona in grado di guidare i Dothraki nelle future battaglie, poi appicca un incendio uscendone indenne ed ergendosi imponente tra le fiamme, il tutto dinanzi alla folla allibita. Tutti i Dothraki si inginocchiano di fronte a lei, inclusi Daario e Jorah, riconoscendola come loro unica sovrana.
- Durata: 59 minuti[13]
- Guest star: Diana Rigg (Lady Olenna Tyrell), Ben Crompton (Lord Comandante Eddison Tollett), Jacob Anderson (Verme Grigio), Natalia Tena (Osha), Gemma Whelan (Principessa Yara Greyjoy), Finn Jones (Ser Loras Tyrell), Julian Glover (Gran Maestro Pycelle), Ian Gelder (Ser Kevan Lannister), Rupert Vansittart (Lord Yohn Royce), Daniel Portman (Podrick Payne), Hannah Waddingham (Septa Unella), Lino Facioli (Lord Robin Arryn), Enzo Cilenti (Yezzan zo Qaggaz), George Georgiou (Razdal mo Eraz), Eddie Jackson (Belicho Paenymion), Yousef Sweid (Ash), Michael Heath (Kesh), Joe Naufahu (Khal Moro), Tamer Hassan (Khal Forzo), Souad Faress (Alta Sacerdotessa del Dosh Khaleen), Hannah John-Kamen (Ornela), Chuku Modu (Aggo), Staz Nair (Qhono), Deon Lee-Williams (Iggo), Elie Haddad (Khal Brozho), Andrei Claude (Khal Rhalko), Darius Dar Khan (Khal Quorro), Fola Evans-Akingbola (Moglie di Khal Moro 2), Wuese Houston-Jibo (Vedova Dothraki 2), Angelique Fernandez (Vedova Dothraki 1), Diogo Sales (Cavaliere di Sangue Dothraki 1), Junade Khan (Cavaliere di Sangue Dothraki 2), Michael Hooley (Guardiano della notte 3), Robert Fawsitt (Guardiano della notte fedele a Jon Snow 2), Portia Victoria (Donna Dothraki), Oliver Stockwell (Uomo Dothraki).
- Tracce della colonna sonora presenti: Khaleesi.
- Ascolti USA: telespettatori 7 822 000[14]
- Ascolti Italia (pay): telespettatori 285 000[15]

## Il tempo è giunto
- Titolo originale: The Door
- Diretto da: Jack Bender
- Scritto da: David Benioff e D.B. Weiss

### Trama
A Città della Talpa, Sansa accusa Petyr Baelish di averla "venduta" a Ramsay Bolton e rifiuta l'aiuto che Baelish vuole offrirle donandole l'esercito della Valle, infine gli ordina di andarsene. Petyr, prima di andar via, rivela a Sansa che il suo prozio Brynden, recentemente ricomparso, potrebbe aiutarla nella sua causa.
Al Castello Nero, Sansa, Jon e Davos discutono una strategia per riunire quanti più vassalli a loro ancora fedeli e creare così un grande esercito. In seguito, Sansa invia Brienne alla volta di Delta delle Acque, dove cercherà di ottenere l'aiuto militare del prozio di Sansa, Brynden Tully, il Pesce Nero, il quale al momento è asserragliato a Delta delle Acque sotto l'assedio dall'esercito Frey.
A Meereen, visti gli scarsi progressi in seguito alle riforme contro-schiavitù, Tyrion e Varys stringono un'alleanza con Kinvara, sacerdotessa rossa e autorità religiosa del culto di R'hllor, per convertire la popolazione meerenense al suo culto. Kinvara crede fermamente che Daenerys sia "il principe che fu promesso" della profezia del Signore della Luce, ed infine riesce a vincere le perplessità di Varys.
A Braavos, Jaqen H'ghar racconta ad Arya la storia dei primi Uomini senza Volto e le affida poi la missione di assassinare un'attrice facente parte di un gruppo di teatranti. Durante uno spettacolo di questi ultimi, la ragazza assiste ad una comica rappresentazione della morte di suo padre, Eddard Stark. Più tardi, Arya chiede il permesso di utilizzare una delle facce per compiere la missione, ma non le viene accordato.
A Vaes Dothrak, Jorah Mormont confessa a Daenerys di aver contratto il Morbo Grigio e la ragazza gli ordina di trovare una cura per poi tornare da lei.
A Pyke, Aeron Greyjoy presiede l'Acclamazione di Re. In un primo momento, Yara è la sola pretendente al Trono di Sale e sembra ottenere il favore dei Lord di Ferro e di suo fratello, ma l'improvviso arrivo di suo zio Euron ribalta la situazione. L'uomo viene eletto nuovo Re delle Isole di Ferro con la proposta di offrire le navi Greyjoy a Daenerys Targaryen per permetterle l'invasione di Westeros, mentre Yara e Theon fuggono di soppiatto con alcuni fedelissimi rubando alcune navi. Alla fine, Euron ordina a tutti gli uomini presenti di costruire un'immensa flotta.
Oltre la Barriera, Bran e il Corvo a tre occhi stanno avendo una visione nella quale scoprono che il primo Estraneo è stato creato dai Figli della Foresta per proteggersi dagli attacchi dei Primi Uomini. Quella notte, il giovane Stark, annoiato, decide di avere una visione senza la supervisione del Corvo: si ritrova così in mezzo all'esercito degli Estranei e al Re della Notte, il quale riesce a notare la sua presenza e ad afferrarlo per un braccio. Uscito dalla visione, il Corvo spiega a Bran che il Re degli Estranei lo ha marchiato e che ora sa dove si trova. Bran successivamente rimane intrappolato insieme al Corvo a tre occhi in una visione che gli mostra suo padre da bambino e la sua dipartita da Grande Inverno. Nel presente, l'esercito degli Estranei raggiunge la caverna del Corvo a tre occhi e alcuni di loro, tra cui il Re della Notte, riescono ad entrare e ad uccidere il Corvo. Meera cerca di far rinvenire Bran, ma il ragazzo riesce ad udirla solo nella visione, pur riuscendo nell'intento di aiutarla ed entrando in Hodor. Lo stalliere carica quindi Bran su un carro e i tre fuggono attraverso un tunnel segreto, mentre Estate e tutti gli ultimi Figli della Foresta si sacrificano per far guadagnare tempo ai tre. Giunti alla porta esterna, Meera fugge con Bran, supplicando Hodor di trovare un modo per rallentare gli Estranei. Lui ovviamente le ubbidisce, sempre controllato da Bran, ma anche il suo corrispettivo giovane nella visione riesce a udirla e, scosso da quell'evento, inizia ad avere gravi convulsioni e ad esclamare ripetutamente "trova un modo!" (nell'originale inglese "hold the door!", "trattieni la porta!"), che contrae poi in "modo" e, infine, in "hodor", parola che ripeterà per il resto di tutta la sua vita proprio mentre, nel presente, Hodor adulto viene sopraffatto dai non-morti.
- Durata: 57 minuti[16]
- Guest star: Max von Sydow (Corvo con tre occhi), Kristian Nairn (Hodor), Richard E. Grant (Izembaro), Essie Davis (Lady Crane), Pilou Asbæk (Re Euron Greyjoy), Gemma Whelan (Principessa Yara Greyjoy), Ben Crompton (Lord Comandante Eddison Tollett), Ellie Kendrick (Meera Reed), Faye Marsay (L'Orfana), Jacob Anderson (Verme Grigio), Michael Feast (Aeron Greyjoy), Kae Alexander (Foglia), Daniel Portman (Podrick Payne), Darrell D'Silva (Uomo di Ferro 1), Kevin Eldon (Camello), Leigh Gill (Bobono), Eline Powell (Bianca), Rob Callender (Clarenzo), Eva Butterly (Attrice di "Margaery Tyrell"), Vladimir Furdik (Re della Notte), Ania Bukstein (Kinvara), Gerald Lepkowski (Zanrush), Annette Tierney (Vecchia Nan da giovane), Sam Coleman (Wylis/Hodor da ragazzo), Wayne Foskett (Lord Rickard Stark), Sebastian Croft (Eddard Stark da bambino), Matteo Elezi (Benjen Stark da bambino), Fergus Leathem (Rodrik Cassel da giovane), Kate Anthony (Donna di Braavos 1), Sally Mortemore (Donna di Braavos 2), Michael Hooley (Guardiano della notte 3), Ruairí Heading (Guardiano della notte 4), Robert Render (Uomo di Ferro 2), James Lecky (Uomo di Ferro 3), Glen Barry (Guitto 1), Brendan O'Rourke (Guitto 2), Ross Anderson-Doherty (Guitto 3), Nanna Bryndís Hilmarsdóttir (Musicista 1), Ragnar Þórhallsson (Musicista 2), Arnar Rósenkranz Hilmarsson (Musicista 3), Brynjar Leifsson (Musicista 4), Kristján Páll Kristjánsson (Musicista 5).
- Tracce della colonna sonora presenti: Coronation, Hold the Door, I Need You by My Side.
- Ascolti USA: telespettatori 7 890 000[17]
- Ascolti Italia (pay): telespettatori 315 000[18]

## Sangue del mio sangue
- Titolo originale: Blood of My Blood
- Diretto da: Jack Bender
- Scritto da: Bryan Cogman

### Trama
A Braavos, Arya assiste alla seconda parte dello spettacolo avente come tema le vicende di Approdo del Re. Durante il finale della rappresentazione, la ragazza sgattaiola nel sottopalco per avvelenare la bevanda dell'attrice, lady Crane. Tuttavia, nell'allontanarsi, la ragazza viene sorpresa proprio da quest'ultima, con la quale ha una conversazione che la spingerà a non assassinarla. L'Orfana, che ha spiato Arya nel suo fallimento della missione, chiede ed ottiene da Jaqen il permesso di assassinare la collega. Arya recupera quindi Ago e trascorre la notte lontano dalla Casa del Bianco e del Nero.
Ad Approdo del Re, l'Alto Passero concede a Tommen il permesso di parlare con la moglie Margaery, la quale sembra, almeno in apparenza, aver trovato la fede e aver preso una via più penitente. Più tardi, Jaime Lannister, accompagnato da Mace, Olenna Tyrell e dal suo esercito, impedisce all'Alto Passero di dare inizio alla Camminata della Vergogna della regina, tuttavia il religioso rivela che i peccati di Margaery sono già stati espiati e mostra il marito Tommen come nuovo "adepto" della Fede. Una volta ricongiuntisi nella Sala del Trono, Tommen invia Jaime ad aiutare l'esercito Frey per riconquistare Delta delle Acque.
Oltre la Barriera, Bran e Meera stanno ancora fuggendo dall'orda di Estranei che li inseguono sin dalla grotta del Corvo a tre occhi. La ragazza è esausta nel trainare la slitta, mentre Bran ha continue visioni nelle quali rivive le morti dei suoi cari, lo scontro tra Jon Snow e gli Estranei ad Aspra Dimora, la sua caduta paralizzante dalla torre e gli ultimi istanti di vita del Re Folle, Aerys Targaryen, il padre di Daenerys ucciso da Jaime Lannister. I non-morti raggiungono i due fuggitivi, ma vengono uccisi da un uomo a cavallo che si rivelerà poi essere Benjen Stark, zio di Bran rimasto disperso durante una spedizione dei Guardiani della notte molto tempo prima. Il Guardiano della notte rivela di essere stato vittima degli Estranei e di essere stato salvato dal processo di "zombificazione" dai Figli della Foresta, grazie all'inserimento di una scheggia di vetro di drago nel cuore; poi rivela a Bran che ora il Corvo a tre occhi vive in lui e che dovrà trovarsi a Grande Inverno quando il Re della Notte arriverà.
A Collina del Corno, Samwell Tarly e Gilly vengono calorosamente accolti dalla madre e dalla sorella del ragazzo. Più tardi, durante la cena, il padre ed il fratello di Sam, Randyll e Dickon Tarly, si uniscono a loro. Il capofamiglia scopre le vere origini della bruta, insultando il figlio e accusandolo di aver disonorato la loro famiglia, pur concedendo alla ragazza di essere accolta in casa. Sam si rifiuta di lasciare Gilly in balia di suo padre: decide dunque di portarla con sé a Vecchia Città, rubando anche la spada in acciaio di valyria di famiglia, chiamata Veleno del Cuore.
Alle Torri Gemelle, Walder Frey è infuriato per la perdita di Delta delle Acque, quindi ordina ai suoi uomini di riconquistare il castello, concedendo loro di usare Edmure Tully come merce di scambio, ancora loro prigioniero.
Nel Mare Dothraki, sulla via per Meereen, Daenerys ritrova il suo drago Drogon e convince tutto il suo nuovo khalasar a seguirla nella conquista dei Sette Regni.
- Durata: 51 minuti[19]
- Guest star: Diana Rigg (Lady Olenna Tyrell), Richard E. Grant (Izembaro), David Bradley (Lord Walder Frey), Essie Davis (Lady Crane), Joseph Mawle (Benjen Stark), Tobias Menzies (Lord Edmure Tully), Ellie Kendrick (Meera Reed), Faye Marsay (L'Orfana), Roger Ashton-Griffiths (Lord Mace Tyrell), Ian Gelder (Ser Kevan Lannister), Hannah Waddingham (Septa Unella), James Faulkner (Lord Randyll Tarly), Samantha Spiro (Lady Melessa Tarly), Eugene Simon (Lancel Lannister), Tim Plester (Walder Rivers), Daniel Tuite (Lothar Frey), Kevin Eldon (Camello), Leigh Gill (Bobono), Eline Powell (Bianca), Rob Callender (Clarenzo), Eva Butterfly (Attrice di "Margaery Tyrell"), David Rintoul (Re Aerys II Targaryen), Freddie Stroma (Dickon Tarly), Rebecca Benson (Talla Tarly), Robert Aramayo (Eddard Stark da giovane), Raùl Tortosa (Alfiere dei Tyrell), Lucy Hayes (Lady Kitty Frey), Glen Barry (Guitto 1), Brendan O'Rourke (Guitto 2), Ross Anderson-Doherty (Guitto 3), William e James Wilson (Sam), Nanna Bryndís Hilmarsdóttir (Musicista 1), Ragnar Þórhallsson (Musicista 2), Arnar Rósenkranz Hilmarsson (Musicista 3), Brynjar Leifsson (Musicista 4), Kristján Páll Kristjánsson (Musicista 5).
- Tracce della colonna sonora presenti: House of Black and White, Blood of My Blood, Service of the Gods.
- Ascolti USA: telespettatori 6 710 000[20]
- Ascolti Italia (pay): telespettatori 246 000[21]

## Alleanze
- Titolo originale: The Broken Man
- Diretto da: Mark Mylod
- Scritto da: Bryan Cogman

### Trama
Nelle Terre dei Fiumi, Sandor Clegane è miracolosamente sopravvissuto allo scontro con Brienne di Tarth e fa ora parte di un gruppo di costruttori pacifisti. Quando trova i suoi compagni brutalmente massacrati, il Mastino intuisce come responsabili la Fratellanza senza Vessilli, quindi afferra la sua ascia da taglialegna e parte alla ricerca di vendetta.
A Delta delle Acque, Jaime Lannister e Bronn arrivano all'accampamento dei Frey, i quali stanno mettendo in atto un ridicolo tentativo di risolvere l'assedio minacciando di sgozzare Edmure, lasciando però del tutto indifferente Brynden. Lo Sterminatore di Re irrompe nel campo con il suo esercito e prende il controllo dell'assedio. Una delle prime misure di Jaime è quella di incontrare ser Brynden di persona per discutere della resa dei Tully, ma deve sottostare all'irremovibilità del Pesce Nero, che conta sulla possibilità di resistere, asserragliato nel castello, anche per lunghissimo tempo.
Ad Approdo del Re, Olenna Tyrell incontra sua nipote Margaery in presenza di Septa Unella. La nipote la prega di lasciare la Capitale prima che l'Alto Passero possa arrestarla e, nel chiederglielo, la ragazza conversa come un Passero, ma riesce a testimoniare in segreto la sua mai persa fedeltà nei confronti della Casa Tyrell. Prima di partire, Olenna ha un duro confronto con Cersei, ritenendola responsabile degli eventi recenti e reputandola ormai sconfitta.
Nel Nord, Jon Snow, Sansa Stark e Davos Seaworth visitano alcuni castelli dove cercano di reclutare uomini per la battaglia contro i Bolton. Dopo aver ottenuto l'appoggio dei bruti, i tre ricevono un piccolo contingente di uomini da lady Lyanna Mormont dell'Isola dell'Orso e un netto rifiuto da lord Glover di Deepwood Motte. Più tardi, Jon afferma che dovranno marciare alla volta di Grande Inverno con gli uomini che hanno, sapendo che non basteranno. Sansa allora, di nascosto, scrive una misteriosa lettera.
A Volantis, Yara spiega a Theon che il loro piano è quello di sfuggire a Euron, anticiparlo, raggiungere Meereen e unirsi a Daenerys. La ragazza chiede poi al fratello se lui sia dalla sua parte, ottenendo una risposta positiva.
A Braavos, Arya Stark compra da un marinaio di Westeros un passaggio verso casa per il giorno successivo. La ragazza passeggia per l'ultima volta nelle strade della città, quando viene raggiunta da una vecchia che si rivela poi essere un volto dell'Orfana, che la accoltella ripetutamente al ventre. Arya si getta in acqua, facendo perdere le sue tracce, per poi aggirarsi per le strade della città sanguinando vistosamente e guardandosi attorno impaurita, conscia che chiunque potrebbe essere un Uomo senza Volto.
- Durata: 50 minuti[22]
- Guest star: Ian McShane (Fratello Ray), Diana Rigg (Lady Olenna Tyrell), Clive Russell (Ser Brynden Tully), Tobias Menzies (Lord Edmure Tully), Gemma Whelan (Principessa Yara Greyjoy), Faye Marsay (L'Orfana), Jóhannes Haukur Jóhannesson (Lem), Tim McInnerny (Lord Robett Glover), Ian Whyte (Wun Weg Wun Dar Wun), Hafþór Júlíus Björnsson (Ser Gregor Clegane), Tim Plester (Walder Rivers), Daniel Tuite (Lothar Frey), Ricky Champ (Gatins), Ian Davies (Morgan), Murray McArthur (Dim Dalba), Hannah Waddingham (Septa Unella), Bella Ramsey (Lady Lyanna Mormont), Margaret Jackman (Volto dell'Orfana), Kevin James Horsham (Mercante di Westeros), Louis Rolston (Maestro dell'Isola dell'Orso), Katie Alexander-Thom (Prostituta di Volantis 1), Jed Murray (Attaccabrighe del Nord), Michael Patrick (Attaccabrighe dei Bruti), Matt Faris (Soldato dei Lannister), Neil Keery (Uomo di Ferro nel bordello 1), Heidi Romanova (Prostituta di Volantis 2), Danielle Claire Jenner (Prostituta di Volantis 3), Ella Hughes (Prostituta di Volantis 4), Zoi Gorman (Prostituta di Volantis 5), Billy King (Uomo di Ferro nel bordello 2).
- Tracce della colonna sonora presenti: House of Black and White.
- Ascolti USA: telespettatori 7 801 000[23]
- Ascolti Italia (pay): telespettatori 113 000[24]

## Nessuno
- Titolo originale: No One
- Diretto da: Mark Mylod
- Scritto da: David Benioff e D.B. Weiss

### Trama
Ad Approdo del Re, nella Fortezza Rossa, Lancel Lannister ed alcuni membri del Credo Militante accolti da re Tommen ordinano a Cersei di seguirli al Tempio di Baelor, ma vengono messi in fuga dalla Montagna, che uccide uno di loro con estrema leggerezza. Nella Sala del Trono, Tommen bandisce i processi per singolar tenzone: Cersei è così costretta a dover essere giudicata, nell'imminente processo, da Sette Septon e non poter più fare affidamento sulla Montagna come suo campione in un processo per combattimento.
A Delta delle Acque, Brienne raggiunge Jaime: gli confida di aver ritrovato Sansa e di essere al suo servizio, restituendogli Giuramento, in quanto lo scopo per cui le era stata affidata è compiuto, ma Jaime le risponde che la spada apparterrà sempre a lei. Brienne gli rivela infine che se la fortezza sarà assediata lei diverrà sua nemica e combatterà al fianco dei Tully, la famiglia della madre di Sansa, così gli chiede di poter parlare col Pesce Nero per convincerlo ad una resa in cambio della salvezza dei suoi uomini, i quali andrebbero ad aggiungersi all'esercito di Jon e Sansa. La donna entra nella fortezza e consegna a Brynden il messaggio scritto dalla nipote, ma egli rifiuta e decide di rimanere asserragliato nel castello. Quella stessa notte, Edmure Tully viene minacciato e ricattato con successo dallo Sterminatore di Re, che lo obbliga ad entrare nella fortezza, contro il volere di Brynden: essendo ufficialmente il loro vero leader, gli uomini dei Tully lo lasciano entrare e scelgono di obbedire a lui. Entrato nel castello, Edmure ordina la resa e l'apertura dei cancelli. Brienne e Podrick vengono fatti scappare su una barca da Brynden, che tuttavia non li segue rimanendo al castello, dove morirà combattendo. Lo Sterminatore di Re viene informato della morte di Brynden, quindi scorge allontanarsi la barca di Brienne dalla cima della fortezza e i due si rivolgono un ultimo saluto.
Nelle Terre dei Fiumi, il Mastino riesce a trovare il capo della Fratellanza senza Vessilli, Beric Dondarrion, in compagnia del prete rosso Thoros di Myr. I due stanno per giustiziare i tre uomini responsabili della strage della comunità di costruttori pacifisti cui apparteneva Sandor. Clegane ottiene da loro il permesso di impiccarne due e, una volta compiuta la sua vendetta, il Mastino viene invitato ad unirsi a Beric e Thoros nella guerra contro gli Estranei.
A Meereen, Tyrion accompagna lord Varys al porto, da dove quest’ultimo parte per una missione segreta. Poco dopo, mentre il Folletto si diletta in compagnia di Missandei e Verme Grigio, la città viene attaccata dalle navi schiaviste. La sera stessa, mentre i tre cercano una soluzione per difendere la Grande Piramide, qualcosa scuote l'intera struttura: è Daenerys, tornata a Meereen a cavallo di Drogon.
A Braavos, Arya viene medicata da lady Crane, che le offre un rifugio portandola a casa sua, dove le dà del latte di papavero per il dolore, facendo addormentare la ragazza. La mattina seguente, Arya trova lady Crane morta, uccisa dall'Orfana, la quale le comunica che ora anche lei è nella lista del Dio dei Mille Volti. L'Orfana insegue Arya per le strade di Braavos, fino al rifugio segreto della ragazza, luogo in cui aveva nascosto Ago. Arya impugna la spada e spegne la candela, portando il combattimento al buio. Poco dopo, nella Sala dei Volti, Jaqen nota comparire un nuovo viso, quello dell'Orfana. Arya lo minaccia quindi alle spalle e Jaqen ammette di essere il mandante del suo assassinio ma, compiaciuto, comunica ad Arya che ora è finalmente diventata “nessuno”. La ragazza risponde invece di essere Arya Stark di Grande Inverno e che presto tornerà a casa.
- Durata: 58 minuti[25]
- Guest star: Richard E. Grant (Izembaro)[26], Essie Davis (Lady Crane), Julian Glover (Gran Maestro Pycelle), Anton Lesser (Qyburn), Ian Gelder (Ser Kevan Lannister), Faye Marsay (l'Orfana), Jacob Anderson (Verme Grigio), Richard Dormer (Beric Dondarrion), Paul Kaye (Thoros di Myr), Clive Russell (Ser Brynden Tully), Tobias Menzies (Lord Edmure Tully), Tim Plester (Walder Rivers), Daniel Tuite (Lothar Frey), Daniel Portman (Podrick Payne), Eugene Simon (Lancel Lannister), Roger Ashton-Griffiths (Lord Mace Tyrell), Hafþór Júlíus Björnsson (Ser Gregor Clegane), Jóhannes Haukur Jóhannesson (Lem), Melanie Liburd (Sacerdotessa Rossa), Leigh Gill (Bobono)[26], Rob Callender (Clarenzo), Sam Redford (Alfiere dei Tully), Ricky Champ (Gatins), Ian Davies (Morgan), Ross McKinney (Riddell), Steve Love (Steve), Brahm Gallagher (Soldato dei Lannister), Adam Turns (Volto dell'Orfana), Nanna Bryndís Hilmarsdóttir (Musicista 1), Ragnar Þórhallsson (Musicista 2), Arnar Rósenkranz Hilmarsson (Musicista 3), Brynjar Leifsson (Musicista 4), Kristján Páll Kristjánsson (Musicista 5).
- Tracce della colonna sonora presenti: Kingslayer, Son of the Harpy, Needle, A Painless Death, I Choose Violence.
- Ascolti USA: telespettatori 7 600 000[27]
- Ascolti Italia (pay): telespettatori 261 000[28]

## La battaglia dei bastardi
- Titolo originale: Battle of the Bastards
- Diretto da: Miguel Sapochnik
- Scritto da: David Benioff e D.B. Weiss

### Trama
A Meereen, Daenerys affronta Tyrion, ritenendolo in parte colpevole dell'assedio che stanno subendo: il nano riesce a giustificarsi dicendo di aver agito solo per il bene della città. Daenerys vorrebbe massacrare tutti i padroni degli schiavi per l'affronto subito, ma Tyrion riesce a farla desistere, rammentandole la pazzia di suo padre e rivelandole la vera ragione per cui Jaime uccise il Re Folle. La regina così incontra pacificamente i tre padroni degli schiavi con cui Tyrion aveva stretto l'accordo, per negoziare i termini della cessazione delle ostilità. Quando questi provano a imporre condizioni da vincitori del conflitto, Daenerys, proclamatasi unica vera regina, grazie ai suoi tre draghi brucia alcune navi degli schiavisti. Mentre la cavalleria dei Dothraki, guidata da Daario Naharis, travolge i Figli dell'Arpia che stavano massacrando i cittadini di Meereen, Tyrion fa uccidere due dei tre padroni degli schiavi da Verme Grigio e lascia il terzo in vita, come monito per chi provasse a contrastare Daenerys, ottenendo anche, in segno di resa, l'intera flotta dei Padroni. Dopo la battaglia, Daenerys incontra e accetta la sottomissione di Theon e Yara Greyjoy, che le offrono cento navi e i loro equipaggi per la riconquista dei Sette Regni in cambio del riconoscimento di Yara come regina delle Isole di Ferro e dell'indipendenza di queste ultime dalla corona, riuscendo così ad anticipare Euron, il quale è indicato dalla stessa Yara a Daenerys come bersaglio da eliminare. La regina, convinta da Tyrion, sembra apprezzare la risolutezza di Yara, dalla quale ottiene la promessa che le razzie e gli stupri per i quali sono noti gli abitanti delle Isole di Ferro avranno fine con la sua ascesa.
A Grande Inverno, Jon Snow e Ramsay Bolton si incontrano prima della battaglia: Jon propone un duello per singolar tenzone come alternativa all'imminente massacro, ma Ramsay rifiuta. Quella stessa notte, Jon e Sansa hanno una breve discussione sulle tattiche della battaglia, poiché Sansa è convinta che Jon non possa vincere non solo per la netta superiorità numerica dell'esercito nemico, ma perché sa che Ramsay troverà il modo di ingannare il fratello con i suoi metodi sadici, cui segue l'abbandono dell'accampamento da parte di Sansa. Davos, guardando tra le braci di una pira ormai spenta, trova il cervo di legno che regalò a Shireen Baratheon tempo prima e così intuisce che la bambina vi fu bruciata viva, sospettando Melisandre del fatto. La mattina seguente inizia la battaglia, inaugurata dalla sadica uccisione di Rickon Stark, usato come esca da Ramsay. Jon cade nella trappola e costringe i suoi uomini ad uscire allo scoperto per salvarlo dalla cavalleria avversaria: Jon è l'unico a sopravvivere. Nonostante il loro valore, i soldati rimanenti degli Stark vengono accerchiati dai lancieri Bolton, dai soldati Umber e dagli arcieri. Sopraggiunge poi la carica corpo a corpo degli arcieri guidati da Davos, che purtroppo finiscono anche loro nell'accerchiamento. Ad un passo dalla sconfitta, però, giunge loro l'inaspettato aiuto dei Cavalieri della Valle guidati da lord Petyr Baelish e Sansa, che sconfiggono definitivamente tutto l'esercito Bolton. Ramsay riesce a fuggire e a rifugiarsi dentro Grande Inverno, ordinando ai suoi uomini superstiti di prepararsi all'assedio, ma il gigante Wun Wun amico di Jon, pur severamente ferito e debilitato, riesce a sfondare il portone d'ingresso, per poi soccombere. I bruti fanno irruzione nel castello e Jon, accecato dall'ira, rischia di uccidere Ramsay con le proprie mani, ma riesce a fermarsi dopo aver visto Sansa, desiderosa di prendersi personalmente la sua vendetta. I lealisti Bolton vengono sottomessi e sulle mura di Grande Inverno viene sostituito il vessillo dell'uomo scuoiato dei Bolton con il meta-lupo degli Stark, mentre Ramsay viene preso prigioniero e dato in pasto ai suoi stessi cani da una soddisfatta Sansa.
- Durata: 59 minuti[29]
- Guest star: Jacob Anderson (Verme Grigio), Gemma Whelan (Principessa Yara Greyjoy), Ian Whyte (Wun Weg Wun Dar Wun), Enzo Cilenti (Yezzan zo Qaggaz), Paul Rattray (Lord Harald Karstark), Dean Jagger (Lord Smalljon Umber), Art Parkinson (Principe Rickon Stark), Bella Ramsey (Lady Lyanna Mormont), George Georgiou (Razdal mo Eraz), Eddie Jackson (Belicho Paenymion), Rory Mullen (Capitano degli arceri dei Bolton), Mark Tankersley (Generale dei Bolton), David Birkbeck (Soldato del Nord), Paul Garrett (Soldato del Nord).
- Tracce della colonna sonora presenti: Reign, Let's Play a Game, Bastard, Trust Each Other.
- Ascolti USA: telespettatori 7 660 000[30]
- Ascolti Italia (pay): telespettatori 205 000[31]

## I venti dell'inverno
- Titolo originale: The Winds of Winter
- Diretto da: Miguel Sapochnik
- Scritto da: David Benioff e D.B. Weiss

### Trama
Ad Approdo del Re ha inizio il processo di ser Loras e della regina Cersei presso il Tempio di Baelor. Il giovane Tyrell confessa i suoi peccati e sceglie di unirsi ai Passeri per espiarli. Cersei e Tommen invece non si presentano, cosa che insospettisce la regina Margaery. Lancel Lannister viene incaricato di andare a prenderli per poi scortarli al Tempio, mentre il resto del pubblico rimane in attesa del suo ritorno. Lungo la strada, Lancel nota e insegue un uccelletto, ovvero una spia di Qyburn, diretto nei sotterranei del Tempio. Nel frattempo, Margaery avverte l'Alto Passero che Cersei potrebbe mettere in atto qualcosa di terribile e cerca di far evacuare il Tempio, ma l'Alto Passero non l'ascolta e i suoi guerrieri bloccano le uscite. Lancel scopre nelle catacombe un immenso deposito di casse contenenti Altofuoco, ma viene ferito gravemente dall'uccelletto di Qyburn. Il ragazzo, strisciando sanguinante, tenta ugualmente di scongiurare la catastrofe, ma non fa in tempo: l'Altofuoco esplode, causando la distruzione del Tempio di Baelor e la morte di tutti i presenti, compresi Kevan Lannister, l'Alto Passero, Mace Tyrell e i suoi figli Margaery e Loras. Nel frattempo, gli uccelletti di Qyburn assassinano il Gran Maestro Pycelle. Tommen, confinato nelle sue stanze dalla Montagna, osserva il disastro dall'alto della Fortezza Rossa e, informato delle vittime, si toglie la vita gettandosi da una finestra. Cersei fa visita a Septa Unella, precedentemente catturata e portata nelle segrete, e la affida alle torture di ser Gregor Clegane. Venuta poi a sapere della morte del figlio, Cersei ordina che il suo corpo venga bruciato e le sue ceneri sotterrate nel luogo dove si trovava il Tempio.
Alle Torri Gemelle, Jaime Lannister e il suo esercito festeggiano l'esito dell'assedio a Delta delle Acque, assieme a Walder Frey e ai suoi uomini. Il vecchio lord Frey parla felicemente con Jaime della vittoria conseguita ma, con un accenno di disprezzo, gli viene ricordato come il suo "nuovo" potere sia tutto merito dei Lannister e che il suo governo come Lord delle Terre dei Fiumi sia unicamente un vassallaggio. Più tardi, lord Walder cena da solo, con del pasticcio di carne servitogli da una ragazza. Il vecchio, che sta aspettando il ritorno dei suoi due figli, Lothar e Walder il Nero, chiede alla servetta dove si siano cacciati ed ella risponde indicando il pasticcio che gli sta servendo. Walder si rende così conto che nel pasto si trovano i pezzi dei corpi dei suoi figli, mentre la servetta cambia volto, rivelandosi Arya Stark, per poi tagliargli la gola mentre sorride soddisfatta, vendicando così sua madre, suo fratello, sua cognata e tutti i morti delle Nozze Rosse.
Samwell Tarly e Gilly raggiungono Vecchia Città e si recano alla Cittadella, dove Sam ottiene il permesso di accedere alla biblioteca, ma non ancora quello di intraprendere gli studi per diventare Maestro, mentre a Gilly e al piccolo Sam non viene concesso di entrare.
A Dorne, lady Olenna Tyrell incontra Ellaria Sand e le Serpi delle Sabbie per discutere di una possibile alleanza contro i Lannister: l'ultima visita di un Tyrell a Dorne risale a più di 300 anni prima. Olenna, dapprima titubante, viene persuasa dall'ingresso di Varys, che offre all'anziana donna vendetta per i lutti della sua famiglia al grido di "Fuoco e Sangue", motto di casa Targaryen. Grazie alla mediazione di Varys, Daenerys ottiene così l'alleanza di Dorne e dei Tyrell alla sua causa.
Oltre la Barriera, Benjen è costretto a congedarsi da Bran e Meera, affermando che nessun morto come lui può oltrepassarla grazie alla magia di cui è impregnata. Poco dopo, Bran si proietta nuovamente nel passato alla Torre della Gioia: lord Eddard Stark entra nella fortezza e trova sua sorella Lyanna in un letto di sangue, accerchiata da alcune levatrici. La ragazza è in fin di vita per aver appena partorito, prima di morire sussurra qualcosa ad Eddard supplicandogli di proteggere l'infante, temendo che Robert Baratheon possa ucciderlo.
A Grande Inverno, ser Davos accusa Melisandre di fronte a Jon Snow di aver bruciato viva la principessa Shireen. Melisandre ammette le sue colpe, affermando però di averlo fatto in nome del Signore della Luce e riconoscendo di aver sbagliato nel credere che il prescelto fosse Stannis. Davos chiede per lei la pena di morte, ma Jon semplicemente la bandisce dal Nord minacciando di giustiziarla qualora dovesse fare ritorno. Sansa chiede perdono a Jon per avergli taciuto dell'alleanza che aveva stretto con la Valle e Jon accetta ribadendole, però, che ora devono fidarsi l'uno dell'altra. Nel Parco degli Dei, Petyr Baelish ribadisce a Sansa il suo sogno: il Trono di Spade, con lei al suo fianco come regina. Nonostante le sue rassicurazioni, Sansa lo respinge e se ne va senza concedergli nulla, Petyr allora afferma che la gente del Nord non seguirà mai Jon, in quanto bastardo. Più tardi, gli alfieri degli Stark tra cui lord Manderly, lord Glover e lord Cerwyn, i bruti e i Cavalieri della Valle tra cui lord Royce, spronati dalla giovane Lyanna Mormont, giurano piena fedeltà a Jon Snow e lo acclamano come nuovo Re del Nord. Petyr rimane nell'ombra e lancia uno sguardo ambiguo di sfida a Sansa che, dapprima esultante, alla fine si adombra.
Jaime Lannister ritorna ad Approdo del Re, giusto in tempo per la visione apocalittica delle rovine del Tempio di Baelor ancora fumanti. Una volta entrato nella Sala del Trono affollata, Jamie assiste furente alla cerimonia di incoronazione di Cersei a Regina dei Sette Regni sul Trono di Spade. La sua gemella e amante è riuscita a compiere la follia che quasi realizzò anche re Aerys e per impedire la quale Jaime compì il terribile regicidio.
A Meereen, Daenerys impone a Daario Naharis di restare a proteggere la città e la baia finché la situazione non sarà più stabile: ella non può portare con sé in Occidente il suo amante, dovendo rimanere libera per un matrimonio dinastico. Daario accetta di rimanere, seppur con forte riluttanza. La regina incontra poi Tyrion e lo nomina suo Primo Cavaliere. Così, Daenerys e il suo seguito salpano verso il Continente Occidentale con l'esercito di Immacolati e Dothraki su un'immensa flotta d'invasione, comprendente anche le navi degli schiavisti, dei Martell, dei Tyrell e dei Greyjoy, mentre i suoi tre draghi ormai adulti volano liberi nel cielo.
- Durata: 68 minuti[32]
- Guest star: Diana Rigg (Lady Olenna Tyrell), David Bradley (Lord Walder Frey), Julian Glover (Gran Maestro Pycelle), Anton Lesser (Qyburn), Joseph Mawle (Benjen Stark), Finn Jones (Ser Loras Tyrell), Ian Gelder (Ser Kevan Lannister), Roger Ashton-Griffiths (Lord Mace Tyrell), Jacob Anderson (Verme Grigio), Gemma Whelan (Principessa Yara Greyjoy), Ellie Kendrick (Meera Reed), Eugene Simon (Lancel Lannister), Keisha Castle-Hughes (Obara Sand), Rosabell Laurenti Sellers (Tyene Sand), Jessica Henwick (Nymeria Sand), Rupert Vansittart (Lord Yohn Royce), Tim McInnerny (Lord Robett Glover), Hafþór Júlíus Björnsson (Ser Gregor Clegane), Hannah Waddingham (Septa Unella), Daniel Tuite (Lothar Frey), Tim Plester (Walder Rivers), Robert Aramayo (Eddard Stark da giovane), Aisling Franciosi (Lady Lyanna Stark), Frank Hvam (Maestro della Cittadella), Bella Ramsey (Lady Lyanna Mormont), Josephine Gillan (Marei), Sara Dylan (Bernadette), Sabrina Bartlett (Volto di Arya), Dermot Ward (Servitore), Aron Hegarty (Servitore di Tommen), Sean Blowers (Lord Wyman Manderly), Tom Varey (Lord Cley Cerwyn), Nathanael Saleh (Arthur), Annette Hannah (Frances), Jesse Magee (Uccelletto 2), Lucy Gallagher (Uccelletto 4), Fionn Kernan (Uccelletto 5), Michael Nevin (Uccelletto 1), Iona Clarke (Uccelletto 3).
- Tracce della colonna sonora presenti: Light of the Seven, Maester, Winter Has Come, Hear Me Roar, The Winds of Winter, The Tower.
- Ascolti USA: telespettatori 8 889 000[33]
- Ascolti Italia (pay): telespettatori 275 000[34]